# Đồng An Đạo Phi
Đồng An Đạo Phi (zh. 同安道丕, ja. Dōan Dōhi, ko. 동안도비 Tongan Tobi) là Thiền sư Trung Quốc cuối đời nhà Đường và đầu đời Ngũ Đại Thập Quốc. Sư là Tổ đời thứ 3 của Tông Tào Động và là pháp tử của Thiền sư Vân Cư Đạo Ưng. Sư có đệ tử đắc pháp là Thiền sư Đồng An Quán Chí.

## Cơ duyên và hành trạng
Sử liệu về sư rất ít, chủ yếu là một số thông tin được ghi lại vắn tắt trong bộ Cảnh Đức Truyền Đăng Lục. Và sách này hầu như chỉ nhắc đến các lời vấn đáp giữa đệ tử với sư.
Không rõ sư sinh vào năm nào, được biết thì sư quê ở Hồng Châu, tỉnh Giang Tây, Trung Quốc. Sau khi xuất gia, sư đi tham vấn khắp nơi. Sư đến tu học dưới sự chỉ dạy của Thiền sư Vân Cư Đạo Ưng và đạt được giác ngộ. Vân Cư ấn khả cho sư.
Sau khi đắc pháp, sư đến khai tòa thuyết pháp tại chùa Đồng An, núi Phụng Thê, Hồng Châu  và tận tâm đề xướng Tông Phong Tào Động.
Một hôm, có vị tăng hỏi: "Thế nào là gia phong của hoà thượng?" Sư bảo: "Trời cao, gà vàng ôm con đến; Sao kia, thỏ ngọc mang thai vào." Tăng hỏi: "Khách đến bất ngờ lấy gì tiếp đãi?" Sư bảo: "Sáng ra vượn hái trái vàng đi; Tối đến loan mang đoá ngọc về."
Có tăng hỏi: "Trên đường gặp người đạt đạo, không dùng nói nín để đối đáp. Xin hỏi dùng cái gì để đối đáp?" Sư nói: "Cần đá, cần đấm."
Không rõ sư tịch năm nào, chỉ biết sau khi sư tịch, môn đệ xây tháp thờ sư tại Chùa Đồng An.